# Hypocometa incipiens
Hypocometa incipiens là một loài bướm đêm trong họ Geometridae.